# Éclateur de roche
Pour l’article homonyme, voir Éclateur.

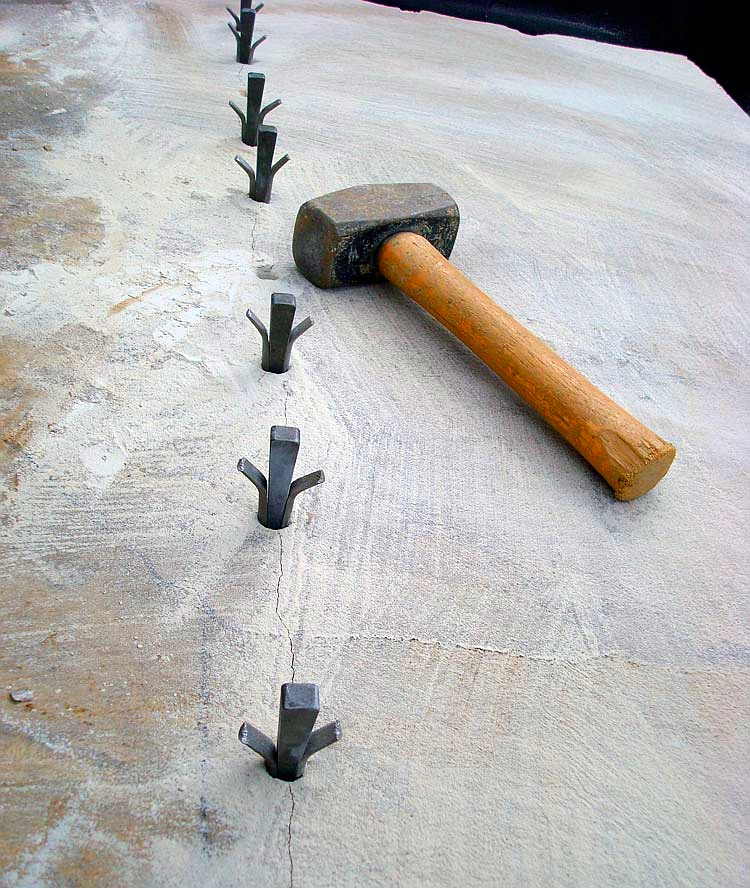
Roche commençant à se fendiller.

Un éclateur de roche  est un outil métallique destiné à fendre la roche. Conjointement utilisé avec une massette ou une masse, la force verticale est convertie en force latérale opposée, provoquant une fissure qui progressivement, éclate la roche. Généralement, plusieurs éclateurs sont employés sur une même ligne de fracture souhaitée. 

## Histoire
Fendre la roche est une technique employée depuis l'Antiquité, mais les techniques ont varié. Parfois on a utilisé des morceaux de bois qui une fois arrosé d'eau, gonflent et fendent la roche. Une technique plus moderne est l'emploi de ciment expansif. 

## Fonctionnement

L'éclateur de roche est semblable au coin, mais l'adjonction des pattes permet de renvoyer la force de choc sur les côtés.